# Nybegynder
|  | Denne artikel er oprettet af botten PalnaBot ud fra en ekstern database. Den kan derfor have sproglige fejl eller mangler. Denne skabelon kan fjernes efter kontrol af indholdet. |

Nybegynder er en dokumentarfilm instrueret af Janus Metz, Sine Plambech efter deres eget  manuskript.

## Handling
Saeng er ny barpige i Pattaya. Hun drømmer om at komme til Europa med en af sine kunder, mens hendes to veninder ikke længere har nogen illusioner tilbage.